# Courtepointier
 (décembre 2017).
Courtepointier ou courtepointière est un métier qui consiste à couper et coudre des tissus de différentes sortes pour confectionner des décorations d'intérieur : rideaux, tentures, couvre-lits, stores, nappes, ainsi que des duvets, des coussins ou des housses de matelas. Le courtepointier ou la courtepointière travaille généralement assis, ou debout pour la coupe de grandes pièces de tissus. Dans des ateliers de décoration, il ou elle collabore au sein de petites équipes composées d'un décorateur ou d'une décoratrice d'intérieurs et deux ou trois collègues. Dans des grands magasins spécialisés ou dans des entreprises d'ameublement, il ou elle peut avoir des contacts avec les clients et donner des conseils.

## Activités

### Travaux préparatoires
Exécuter des croquis ou des dessins précis de coussins, de couvre-lit, de lambrequins, etc., d'après les mesures prises ou les indications fournies par le décorateur ou la décoratrice d'intérieurs ; calculer les quantités d'étoffes nécessaires ; couper des tissus (velours, coton, lin, laine, brocart, gros tissages...), des cuirs naturels ou synthétiques.

### Couture
Coudre, à la main ou à la machine, des rideaux, des voilages, des coussins, des stores, des nappes, des tissus de recouvrement de fauteuils et canapés, etc. ; rembourrer avec des plumes, des duvets, des mousses ou d'autres produits synthétiques; molletonner des coussins et des édredons ; doubler des rideaux, des couvre-lits ou des coussins d'ornement ; fabriquer des pièces de duveterie : oreillers, traversins, duvets.

### Finitions
Exécuter tous les travaux de finition : pose de passementerie (galons, dentelles, broderies, etc. pour orner un vêtement ou un meuble), de volants, de cordons et passepoils ; coudre des glisseurs, des crochets ou des anneaux sur les rideaux ; repasser les objets confectionnés et les préparer à la livraison.

## Formation

### En Suisse
Apprentissage de 4 ans à temps plein.